# Каламици (дем Гревена)
Каламици, също Каламач, Калимица (на гръцки: Καλαμίτσι), е село в Република Гърция, дем Гревена, област Западна Македония. 

## География
Селото е разположено на надморска височина от 610 m, на около 5 km източно от град Гревена.

## История

### В Османската империя
В края на ХІХ век Каламици е гръцко християнско село в Гребенската каза на Османската империя. Според статистиката на Васил Кънчов през 1900 година в Каламачъ (Калимица) живеят 150 гърци.
На Етнографската карта на Битолския вилает на Картографския институт в София от 1901 година Каламица (Каламбаче)  е чисто гръцко село в Гревенската каза на Серфидженския санджак съкс 17 къщи.
Според статистика на Серфидженския санджак на гръцкото консулство в Еласона от 1904 година в Каламици (Καλαμίτσι), Гревенска каза, живеят 55 гърци елинофони християни.

### В Гърция
През Балканската война в 1912 година в селото влизат гръцки части и след Междусъюзническата в 1913 година Каламици влиза в състава на Кралство Гърция.
В средата на 20-те години след Лозанския договор населението на селото е увеличено чрез заселване на понтийски гърци бежанци от Турция. През 1928 година селото е представено като смесено, състоящо се от старо местно население и новодошли бежанци като последните са 17 семейства или 60 жители.
Землището на селото се напоява добре и населението произвежда жито и тютюн, като се занимава частично и със скотовъдство.
| Година    | 1913 | 1920 | 1928 | 1940 | 1951 | 1961 | 1971 | 1981 | 1991 | 2001 | 2011 | 2021 |
| --------- | ---- | ---- | ---- | ---- | ---- | ---- | ---- | ---- | ---- | ---- | ---- | ---- |
| Население | 252  | 50   | 146  | 224  | 181  | 188  | 123  | 91   | 67   | 58   | 29   | 32   |